# Khúc côn cầu ! Khúc côn cầu !!
Khúc côn cầu ! Khúc côn cầu !! (tiếng Nga: Шайбу ! Шайбу !!) là một bộ phim hoạt hình khai thác đề tài thể thao của đạo diễn Boris Dyozhkin, ra mắt lần đầu năm 1964.